# Vadnyugat (Exotic-album)
A Vadnyugat az Exotic együttes harmadik nagylemeze. A lemez 1990-ban jelent meg és a lemezen olyan slágerek hangzanak el mint az Olga, Elveszett tegnapok, A felkelő nap háza és a Bányászdal.
A lemez megjelenése után kivált a zenekarból Vilmányi Gábor (gitár) és Csík István (dob).

## Közreműködött
Exotic együttes
- Sipos F. Tamás (ének)
- Vilmányi Gábor (gitár, vokál)
- Tabár Zoltán (basszusgitár)
- Tabár István (billentyűs hangszerek)
- Csík István (dob)
- Keresztes Ildikó, Demeter György (vokál)

## Számlista
1. Vadnyugat
2. Olga
3. Most robbanok szét
4. A bánat a toronynak
5. Oh, Baby
6. Bányászdal
7. A felkelő nap háza
8. Itt élünk az erdőben
9. Elveszett tegnapok
10. Vonzó lány
11. Te ébressz fel!

## Slágerlista-helyezések
- MAHASZ Top 40 heti albumlista, legmagasabb helyezés: 8[3]

## Díjak, elismerések
A lemez az 1991-es Pesti Műsor Popgálán a legjobb albumnak járó közönségdíjat kapta meg.